# 王佩 (嘉靖進士)
王佩（1499年—？年），字朝鳴，號月川，順天府霸州文安縣人，軍籍。明朝政治人物。

## 生平
由國子生中式嘉靖七年（1528年）順天府鄉試第一百三十五名舉人，嘉靖十一年（1532年）壬辰科會試中式第九十名，第三甲第二百三十三名進士。觀吏部政，初授工部主事，陞員外、郎中，慶陽府知府，致仕歸。

## 家族
曾祖王輔；祖王翺，聽選官；父王深，封主事；母周氏，贈安人；繼母周氏，封安人。重慶下，妻陳氏，兄王珂，陕西三原县训导；弟璞；儇；玻；价，子王惟時（監生）；王惟幾（戊辰進士，樂安縣知縣，入名宦）；王惟玄（庠生）；姪王惟祇（丁卯舉人山東蒙陰知縣），孫王陞（辛丑進士，翰林院檢討，戊辰進士之子）。